# أكوا (فرقة)
أكوا (بالإنجليزية: Aqua)‏ فريق غنائي دنماركى نرويجي يغنى بوب الرقص شهرتهم بدأت في العام 1997 بعد الأغنية المنفردة المشهورة باربى جيرل وحققت نجاحا كبيرا في جميع أنحاء العالم في أواخر التسعينات وبداية الالفية الثانية
وانقسمت الفرقة في يوليو 2001 وفي 26 أكتوبر 2007 اعلنت الفرقة إعادة لم شملها والعمل والغناء من جديد اما أعضاء الفرقة فهم لين ورينيه وسورين وكلاوس
ومن أشهر اغانيهم باربي غيرل، اراوند ذه وورد، كارتون هورس، كاندي مان، ماي اوه ماي، تورن باك تايم، وي بيلونك تو ذه سي.

## وصلات خارجية
- أكوا على موقع IMDb (الإنجليزية)
- أكوا على موقع ميوزك برينز (الإنجليزية)
- أكوا على موقع أول ميوزيك (الإنجليزية)
- أكوا على موقع ديسكوغز (الإنجليزية)
- أكوا على موقع كينوبويسك (الروسية)